# West Pennard
West Pennard is een civil parish in het bestuurlijke gebied Mendip, in het Engelse graafschap Somerset met 670 inwoners.